# とことんアルビ!!&Sports
『とことんアルビ!!&Sports』は、テレビ新潟で毎週日曜日17:20 - 17:30に放送されているスポーツ応援番組である。略称は「とこアル」。2002年3月放送開始。
Jリーグ・アルビレックス新潟、WEリーグ・アルビレックス新潟レディース、 B.LEAGUE・新潟アルビレックスBB、イ・リーグ・オイシックス新潟アルビレックスBCをはじめ県勢が出場している夏の甲子園、オリンピック、全国高等学校サッカー選手権大会等、試合のハイライトを始め注目選手のインタビュー、オフシーズンのキャンプレポートなどチームにまつわる情報を10分に凝縮して伝える。

## 出演者
キャスター
- 日高優希

スタジオゲスト
- 石川由利菜（アルビレックスチアリーダーズ）- 2024年6月16日[1]
- 須貝梨々香（アルビレックスチアリーダーズ キャプテン）- 2024年7月21日[2]
- 清水美緒（アルビレックスチアリーダーズ サブキャプテン）- 2024年8月25日[3]
- 渡辺莉奈（アルビレックスチアリーダーズ）- 2024年9月15日[4]
- 須藤花音（アルビレックスチアリーダーズ）- 2024年10月20日[5]

- 小野寺菜月（アルビレックスチアリーダーズ）- 2024年11月17日[6]

- 名古屋 桃花（アルビレックスチアリーダーズ）- 2024年12月22日[7]

- 風間 智絵（アルビレックスチアリーダーズ）- 2025年1月19日[8]